# حوزه انتخابیه دهم نیویورک
حوزه انتخابیه دهم نیویورک یک حوزه انتخابیه مجلس نمایندگان آمریکا است که در ایالت نیویورک قرار دارد.